# Violeta G. Ivanova
| Asteroidi scoperti: 10                                         | Asteroidi scoperti: 10 | Asteroidi scoperti: 10 |
| -------------------------------------------------------------- | ---------------------- | ---------------------- |
| 3860 Plovdiv                                                   | 8 agosto 1986          | [1]                    |
| 4102 Gergana                                                   | 15 ottobre 1988        |                        |
| 4893 Seitter                                                   | 9 agosto 1986          | [1]                    |
| 5950 Leukippos                                                 | 9 agosto 1986          | [1]                    |
| 7079 Baghdad                                                   | 5 settembre 1986       | [1]                    |
| 9732 Juchnovski                                                | 24 settembre 1984      | [2]                    |
| 11852 Shoumen                                                  | 10 settembre 1988      | [2]                    |
| 13498 Al Chwarizmi                                             | 6 agosto 1986          | [1]                    |
| 14342 Iglika                                                   | 23 settembre 1984      | [2]                    |
| 22283 Pytheas                                                  | 6 agosto 1986          | [1]                    |
| - [1] con Eric Walter Elst - [2] con Vladimir Georgiev Škodrov |                        |                        |

Violeta Ivanova in bulgaro Виолета Иванова? (...) è un'astronoma bulgara.
A volte si firma come Violeta G. Ivanova.
Ivanova lavora all'Istituto di Astronomia dell'Accademia bulgara delle Scienze (БАН) e fa le sue scoperte all'Osservatorio Astronomico Nazionale Rozhen.
Ha scoperto alcuni asteroidi.
L'asteroide 4365 Ivanova porta il suo nome.